# Sporting Club Foggia 1925-1926
Questa pagina raccoglie i dati riguardanti lo Sporting Club Foggia nelle competizioni ufficiali della stagione 1925-1926.

## Stagione
Il Foggia nella Prima Divisione 1925-1926 si classificò al quinto e ultimo posto con 2 punti nella sezione pugliese della Lega Sud. Successivamente venne ripescato in Prima Divisione.

## Rosa
| N. |                   | Ruolo | Calciatore          |
| -- | ----------------- | ----- | ------------------- |
|    | Italia (bandiera) | P     | Renato Sarti        |
|    | Italia (bandiera) | P     | Napolitano          |
|    | Italia (bandiera) | D     | Mario Casale        |
|    | Italia (bandiera) | D     | Michele Camero      |
|    | Italia (bandiera) | D     | Giuseppe Saracino   |
|    | Italia (bandiera) | D     | Alessandro Sarti    |
|    | Italia (bandiera) | D     | Zonca               |
|    | Italia (bandiera) | C     | Garreta             |
|    | Italia (bandiera) | C     | Edmondo Della Valle |
|    | Italia (bandiera) | C     | Francesco De Stasio |
|    | Italia (bandiera) | C     | Giuseppe Comei      |
|    | Italia (bandiera) | C     | Antonio Occhionero  |
|    | Italia (bandiera) | C     | Domenico Pizzi      |
|    | Italia (bandiera) | C     | Nicola Brescia      |
|    | Italia (bandiera) | C     | Luigi D'Onofrio     |
|    | Italia (bandiera) | C     | Giulio Cifarelli    |

| N. |                   | Ruolo | Calciatore        |
| -- | ----------------- | ----- | ----------------- |
|    | Italia (bandiera) | C     | Michele Pompilio  |
|    | Italia (bandiera) | C     | Aurelio Giuliani  |
|    | Italia (bandiera) | C     | Mario Maccione    |
|    | Italia (bandiera) | C     | Griotto           |
|    | Italia (bandiera) | C     | Antonio Macario   |
|    | Italia (bandiera) | C     | Maldarella        |
|    | Italia (bandiera) | C     | Domenico Pansini  |
|    | Italia (bandiera) | A     | Borrello          |
|    | Italia (bandiera) | A     | Arturo Pirone     |
|    | Italia (bandiera) | A     | Francesco Ratti   |
|    | Italia (bandiera) | A     | Nello Sticco      |
|    | Italia (bandiera) | A     | Testa             |
|    | Italia (bandiera) | A     | Oscar Varola      |
|    | Italia (bandiera) | A     | Cevo              |
|    | Italia (bandiera) | A     | Gerardo Tessitore |

## Risultati

### Prima Divisione

#### Sezione pugliese

##### Girone di andata
| Foggia 22 novembre 1925 1ª giornata | Foggia            | 0 – 0 referto | Ideale | Campo di via Ascoli\| Arbitro: \| Esposito (Napoli) \| |
| Arbitro:                            | Esposito (Napoli) |               |        |                                                        |

| Arbitro: | Trama (Torre Annunziata) |

|             |           |                        |
| Gorreto 30’ | Marcatori | 61’ Lella II 70’ Hajdu |

| 6 dicembre 1925 3ª giornata |  | – turno di riposo |  |  |

| Arbitro: | Fornarelli (Bari) |

|                            |           |  |
| Palmisano 20’ Bertucci 30’ | Marcatori |  |

| Arbitro: | Fornarelli (Bari) |

|  |           |                                   |
|  | Marcatori | 21’ (aut.) Camero 75’ Tercovich I |

##### Girone di ritorno
| Bari 14 febbraio 1926 6ª giornata | Ideale           | 0 – 0 referto | Foggia | Campo San Lorenzo\| Arbitro: \| Cugnini (Ancona) \| |
| Arbitro:                          | Cugnini (Ancona) |               |        |                                                     |

| Arbitro: | Fornarelli (Bari) |

|                                            |           |  |
| Costantino 37’ Perilli 42’ Mastroserio 55’ | Marcatori |  |

| 24 gennaio 1926 8ª giornata |  | – turno di riposo |  |  |

| Foggia 31 gennaio 1926 9ª giornata | Foggia                   | 0 – 2 A tav. referto | Pro Italia | \| Arbitro: \| Trama (Torre Annunziata) \| |
| Arbitro:                           | Trama (Torre Annunziata) |                      |            |                                            |

| Arbitro: | Fornarelli (Bari) |

|  |           |                   |
|  | Marcatori | 6’ (aut.) Coretti |

## Statistiche

### Statistiche di squadra
| Competizione                      | Punti | In casa | In casa | In casa | In casa | In casa | In casa | In trasferta | In trasferta | In trasferta | In trasferta | In trasferta | In trasferta | Totale | Totale | Totale | Totale | Totale | Totale | DR  |
| Competizione                      | Punti | G       | V       | N       | P       | Gf      | Gs      | G            | V            | N            | P            | Gf           | Gs           | G      | V      | N      | P      | Gf     | Gs     | DR  |
| --------------------------------- | ----- | ------- | ------- | ------- | ------- | ------- | ------- | ------------ | ------------ | ------------ | ------------ | ------------ | ------------ | ------ | ------ | ------ | ------ | ------ | ------ | --- |
| Prima Divisione (girone pugliese) | 2     | 4       | 0       | 1       | 3       | 1       | 6       | 4            | 0            | 1            | 3            | 0            | 7            | 8      | 0      | 2      | 6      | 1      | 13     | -12 |

### Statistiche dei giocatori
| Giocatore      | Prima Divisione | Prima Divisione |
| Giocatore      | Presenze        | Reti            |
| -------------- | --------------- | --------------- |
| Borrello       | 3               | 0               |
| M. Camero      | 7               | 0               |
| M. Casale      | 1               | 0               |
| Cevo           | 4               | 0               |
| G. Comei       | 8               | 0               |
| L. D'Onofrio   | 3               | 0               |
| E. Della Valle | 8               | 0               |
| A. Giuliani    | 1               | 0               |
| Garreta        | 5               | 1               |
| A. Macario     | 1               | 0               |
| Maldarella     | 4               | 0               |
| D. Pansini     | 3               | 0               |
| D. Pizzi       | 6               | 0               |
| Profeta        | 1               | 0               |
| A. Sarti (II)  | 7               | 0               |
| R. Sarti (III) | 8               | -9              |
| G. Tessitore   | 4               | 0               |
| Testa          | 7               | 0               |
| O. Varola      | 3               | 0               |
| Vella          | 1               | 0               |
| Vitti          | 1               | 0               |
| Zonca          | 2               | 0               |